# Hervé Kambou
Hervé Kambou (Abiyán, Región de Lagunes, Costa de Marfil, 1 de mayo de 1985) es un futbolista marfileño nacionalizado peruano. Juega como defensa central y su equipo actual es Thomas Cranmer de la Copa Perú.

## Trayectoria
Debutó por el Toumodi FC de Costa de Marfil . Jugó  2 años por el Tero Sasana de Tailandia donde compartió camerino con Kafoumba Coulibaly. Paseó su fútbol por Bélgica donde jugó de mediocampista en el Olympic Charleroi de la segunda división belga. Jugó la Ligue 2 con el Bastia, luego estuvo a prueba en el Club Universitario de Deportes de Perú donde el entrenador Nolberto Solano no le dio el visto bueno.

### Sport Boys
En sus 2 años jugando por el Sport Boys del Callao jugando en la Segunda División de Perú, convirtiéndose pieza fundamental para evitar el descenso en medio de una crisis en la institución.

### Zulia F. C.
Tras no llegar a un acuerdo con la Academia Cantolao y Melgar llega al Zulia F. C. para jugar la Copa Conmebol Libertadores 2017.

### A. D. Cantolao
En el 2018 fichó por la Cantolao de la Primera División del Perú.

### Binacional
En el 2019 fichó por el  Deportivo Binacional para jugar la Copa Sudamericana. Luego de una temporada espectacular del equipo de Juliaca fue campeón nacional del torneo peruano.

### Sport Huancayo
Para el 2020 ficha por el Rojo Matador para la Copa Sudamericana.

## Selección nacional
Ha sido internacional con la selección de fútbol sub-23 de Costa de Marfil en 3 ocasiones.
Mientras jugaba en la liga belga le llegó la oportunidad de su vida al ser convocado a la selección olímpica de Costa de Marfil donde compartió camerino con Gervinho y Salomon Kalou que afrontó los Juegos Olímpicos de Beijing 2008. En este certamen disputó los tres encuentros de la primera fase ante Australia, Serbia y Argentina.

## Clubes
| Club                       | País            | Año       |
| -------------------------- | --------------- | --------- |
| Toumodi                    | Costa de Marfil | 2004-2005 |
| Tero Sasana                | Tailandia       | 2006-2007 |
| Olympic Charleroi          | Bélgica         | 2007-2008 |
| Bastia                     | Francia         | 2008-2010 |
| Club Africain              | Túnez           | 2010      |
| Sport Áncash               | Perú            | 2011      |
| Club Africain              | Túnez           | 2011-2013 |
| Willy Serrato              | Perú            | 2014      |
| Sport Boys                 | Perú            | 2015-2016 |
| Zulia                      | Venezuela       | 2017      |
| Academia Cantolao          | Perú            | 2018      |
| Deportivo Binacional       | Perú            | 2019      |
| Sport Huancayo             | Perú            | 2020      |
| Univ. Técnica de Cajamarca | Perú            | 2021      |
| ADT                        | Perú            | 2022      |
| Unión Comercio             | Perú            | 2023      |
| Pirata FC                  | Perú            | 2023      |
| Diablos Rojos              | Perú            | 2024      |
| Thomas Cranmer             | Perú            | 2025-     |

## Palmarés

### Campeonatos nacionales
| Título | Club                 | País | Año  |
| ------ | -------------------- | ---- | ---- |
| Liga 1 | Deportivo Binacional | Perú | 2019 |

### Torneos cortos
| Título          | Club                 | País | Año  |
| --------------- | -------------------- | ---- | ---- |
| Torneo Apertura | Deportivo Binacional | Perú | 2019 |

### Distinciones individuales
| Distinción                                    | Año  |
| --------------------------------------------- | ---- |
| Equipo ideal del Torneo Apertura de la Liga 1 | 2019 |